# Standbeeld van Cornelis Lely (Afsluitdijk)
Het standbeeld van Cornelis Lely is een kunstwerk op de Afsluitdijk in de Nederlandse provincie Noord-Holland.

## Achtergrond
In 1952 vroeg Rijkswaterstaat kunstenaar Mari Andriessen een beeld te maken van  ingenieur Cornelis Lely (1854-1929), overwinnaar der Zuiderzee. Het beeld werd op de kop van de Afsluitdijk bij Den Oever geplaatst en op 23 september 1954, de honderdste geboortedag van Lely, onthuld door Koningin Juliana.
In 2004 werd het beeld van de sokkel gehaald. Een replica van het beeld werd geplaatst op de Zuil van Lely in Lelystad. In 2007 werd het standbeeld verplaatst naar Verzorgingsplaats Monument op de Afsluitdijk, ongeveer 150 meter ten westen van het Vlietermonument. Het beeld werd op 24 mei 2007 bij de viering van het 75-jarige jubileum van de Afsluitdijk onthuld door prins Willem-Alexander. Er waren ook enkele familieleden van Lely aanwezig.
In 2023 werd het beeld vanwege herinrichting van het gebied rond het monument ongeveer vijftien meter verplaatst.

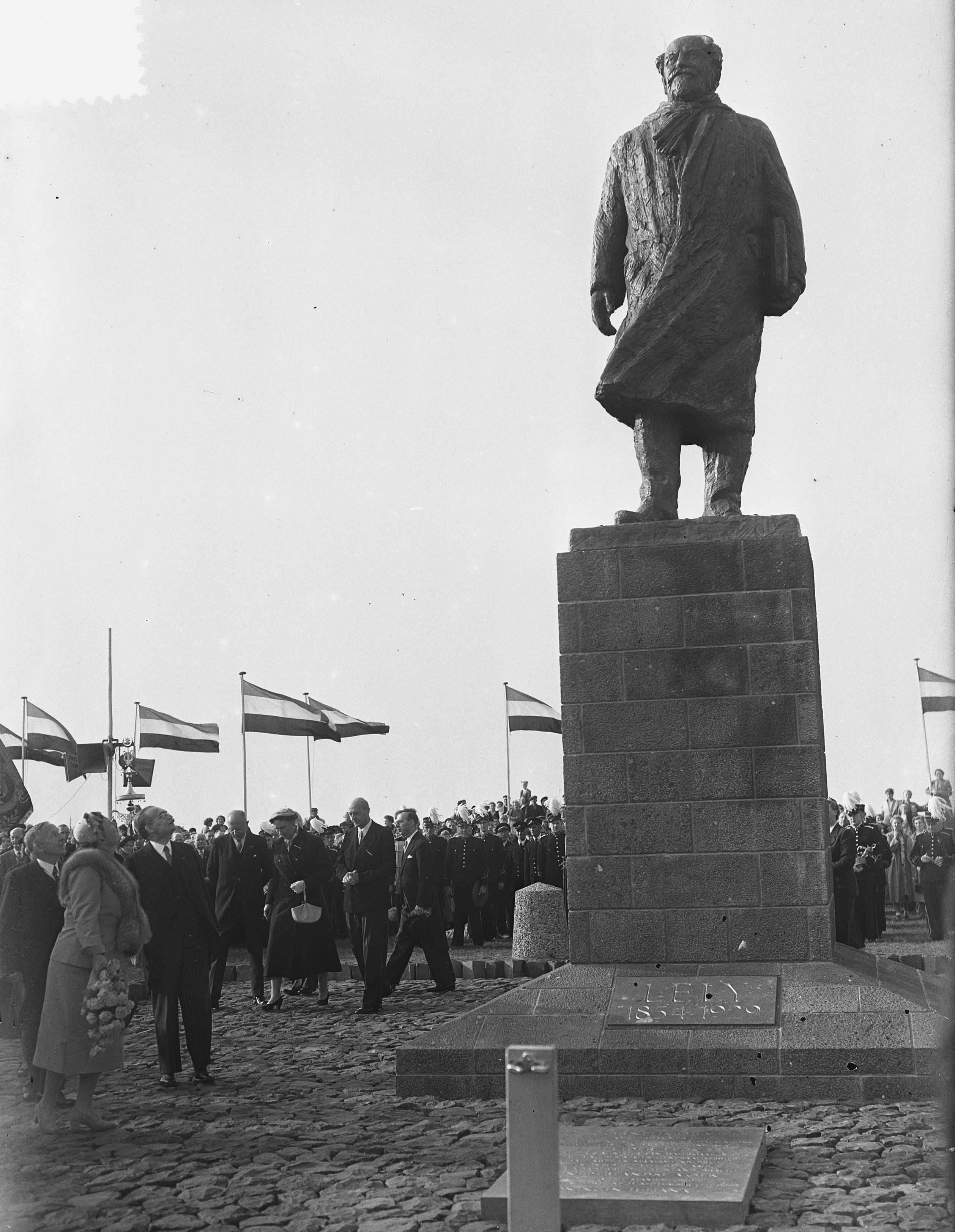
Onthulling standbeeld op 23 september 1954 door Koningin Juliana
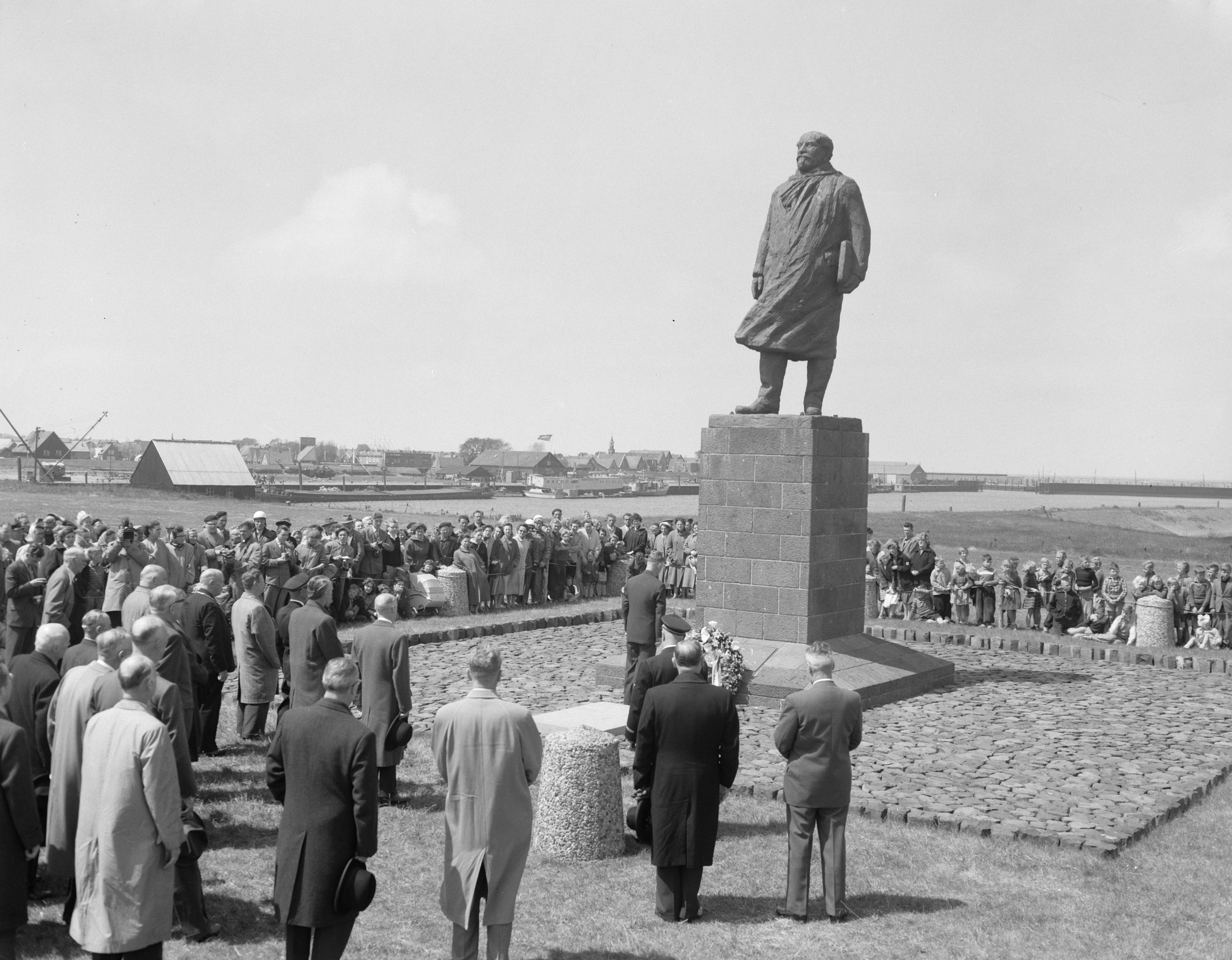
Herdenking op 28 mei 1957, 25 jaar Afsluitdijk

## Beschrijving
Het standbeeld is geplaatst in een staande pose, met een wapperende jas en een aktetas onder zijn arm. Het bronzen standbeeld staat op een stenen sokkel. Een inscriptie aan de voorzijde vermeldt:

LELY
1854-1929

 Het kunstwerk is vier meter hoog en twee meter breed. Het standbeeld staat aan de zijde van de Waddenzee, maar Lely kijkt in de richting van het IJsselmeer.

## Gedenkplaat
Bij het standbeeld ligt ook een gedenkplaat.

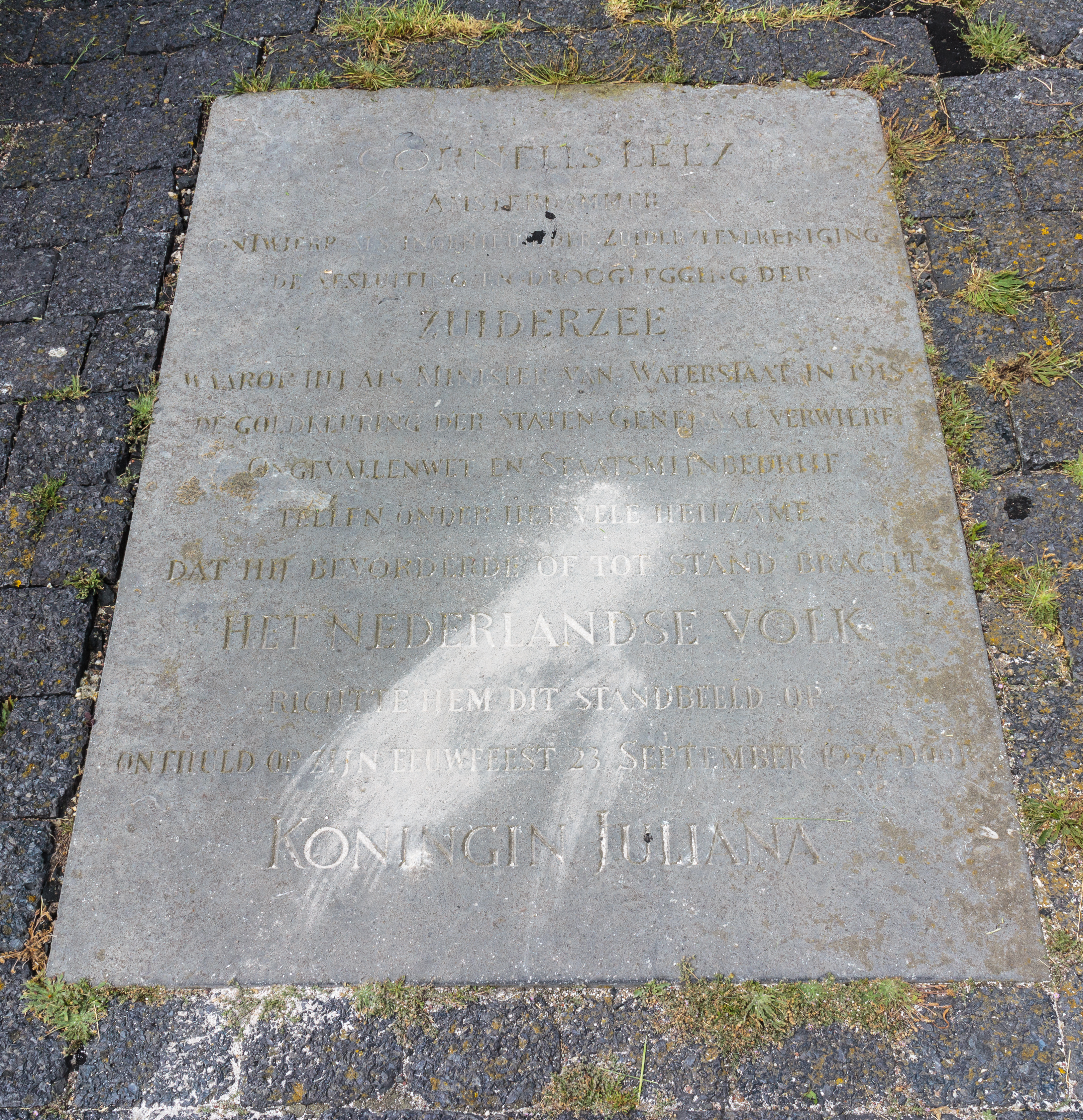

CORNELIS LELY
AMSTERDAMMER
ONTWIERP ALS INGENIEUR DER ZUIDERZEEVERENIGING
DE AFSLUITING EN DROOGLEGGING DER
ZUIDERZEE
WAAROP HIJ ALS MINISTER VAN WATERSTAAT IN 1918
DE GOEDKEURING DER STATEN-GENERAAL VERWIERF
ONGEVALLENWET EN STAATSMIJNBEDRIJF
TELLEN ONDER HET VELE HEILZAME
DAT HIJ BEVORDERDE OF TOT STAND BRACHT
HET NEDERLANDSE VOLK
RICHTTE HEM DIT STANDBEELD OP
ONTHULD OP ZIJN EEUWFEEST 23 SEPTEMBER 1954 DOOR
KONINGIN JULIANA